# Cochrane Library

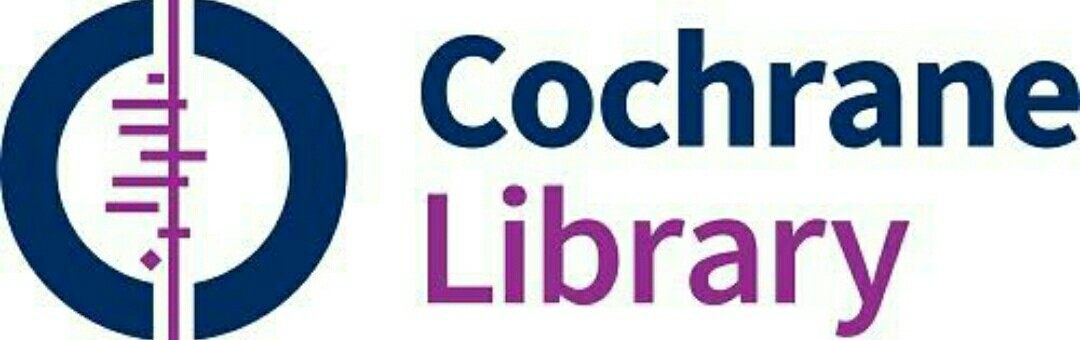
Logo von Cochrane Library

Die Cochrane Library ist die Online-Bibliothek der internationalen Organisation Cochrane. Sie umfasst drei wissenschaftliche Datenbanken (Cochrane Database of Systematic Reviews, Cochrane Central Register of Controlled Trials, Cochrane Clinical Answers), die wissenschaftliche Evidenz zu Fragestellungen aus allen Bereichen der Gesundheitsversorgung sowie zu methodischen Aspekten der evidenzbasierten Medizin bzw. evidenzbasierten Gesundheitsversorgung enthalten. Darüber hinaus enthält die Cochrane Library spezielle Sammlungen (Special Collections) und Editorials zu ausgewählten Themen sowie die Möglichkeit, die Datenbank Epistemonikos für die Suche nach systematischen Reviews zu nutzen. Die Cochrane Library wird seit 2003 vom Verlag John Wiley & Sons betrieben. Sie ist in der Schweiz kostenfrei zugänglich, aber in Deutschland und Österreich für die Allgemeinheit kostenpflichtig. Der aktuelle Impact Factor (2021, Stand Juli 2022) der Cochrane Database of Systematic Reviews beträgt 12,008.

## Entwicklung
Die Anfänge, die zur Gründung der Cochrane Library führten, reichen in das Jahr 1974 zurück, als es Bestrebungen gab, eine Datenbank für medizinische klinische Studien, speziell in der Neugeborenen-Medizin, zu erstellen. In den darauf folgenden Jahren wurden die ersten Systematischen Übersichtsarbeiten (Reviews) erstellt und die Software weiter entwickelt.
1988 erschien unter dem Titel Oxford Database of Perinatal Trials (ODPT) die erste Übersichtsserie. 1993 wurde mittels einer aktualisierten Software die Neuauflage der ODPT als elektronisches Journal unter dem Namen The Cochrane Pregnancy and Childbirth Database (CCPC) der Öffentlichkeit präsentiert. Im selben Jahr wurde in Oxford auf dem ersten Cochrane Colloquium die Cochrane Collaboration ins Leben gerufen.
1994 wurde unter einer verbesserten Software die Cochrane Database of Systematic Reviews vorgestellt. 1995 gab der britische Gesundheitsminister offiziell die Gründung der Cochrane Database of Systematic Reviews bekannt. Ferner wurde die Cochrane Collaboration als gemeinnütziges Unternehmen ohne finanzielle Interessen ins öffentliche Register eingetragen und ist damit dem englischen Gesetz unterstellt. Ein Jahr später war schließlich die Geburtsstunde der Cochrane Library, als die neue Software das erste Mal auf einer überarbeiteten CD-ROM erschien, die in der Folgezeit vierteljährlich aktualisiert wurde. Diese enthielt neben den systematischen Übersichtsarbeiten (Reviews) unter anderem eine Datenbank mit den wissenschaftlichen Zusammenfassungen (Abstracts) von Nicht-Cochrane Reviews.
1998 wurde die Cochrane Library im Internet zugänglich gemacht. Das niederländische Unternehmen Ovid Technologies mit Sitz in New York, das über eine große Sammlung kostenpflichtiger Datenbanken verfügt, führte zur gleichen Zeit sogenannte Evidence Based Medicine Reviews ein und fügte die Cochrane Reviews diesem Produkt hinzu.
2002 wurde der Zugang zur Library durch Verkauf von Länderlizenzen für die Bevölkerung von Australien, Finnland, Großbritannien und weiteren Ländern kostenlos zugänglich gemacht; weitere Länder folgten (siehe unter Zugang).
2003 schloss die Cochrane Collaboration einen Vertrag mit John Wiley & Sons (Wiley) und öffnete sich damit dem kommerziellen Markt, ist aber weiterhin gemeinnützig orientiert. Wiley vertreibt seitdem kostenpflichtig die Cochrane Library.
2018 wurde die Cochrane Library in umfassend umgestalteter Form eingeführt. Im Zuge der Weiterentwicklung wurden unter anderem einige der zuvor langjährig in der Cochrane Library enthaltenen Datenbanken, darunter die Database of Abstracts of Reviews of Effects (DARE) und die Health Technology Assessment Database (HTA), entfernt.

## Cochrane Reviews
Cochrane Reviews sind systematische Übersichtsarbeiten (mit oder ohne Metaanalyse), in denen die verfügbare wissenschaftliche Evidenz zu Fragestellungen aus allen Bereichen der Gesundheitsversorgung gemäß dem Standard der Cochrane Collaboration zusammengefasst wird. Ziel der Cochrane Reviews ist die Bereitstellung eines kompakten, gleichzeitig aber umfassenden Überblicks über Forschungsergebnisse, hauptsächlich aus randomisierten kontrollierten Studien. Während zunächst ausschließlich Cochrane Reviews zu therapeutischen Fragestellungen (Interventionen) erstellt wurden, die nach wie vor den größten Teil der Cochrane Reviews ausmachen, gibt es inzwischen auch Cochrane Reviews zu diagnostischen, methodischen, qualitativen und prognostischen Fragestellungen.
Neben den klassischen Cochrane Reviews gibt es seit einigen Jahren auch „Overviews of Reviews“ (kurz „Overviews“), in denen die verfügbare Evidenz aus Cochrane Reviews (manchmal ergänzt um andere systematische Reviews) zu einer Fragestellung zusammengefasst wird. Im Frühjahr 2020 erschien, im Zuge der Covid-19-Pandemie, die ersten Cochrane „Rapid Reviews“.
Die Erstellung der Cochrane Reviews folgt dem Standard von Cochrane, das heißt einem einheitlichen formalen und strukturellen Vorgehen (dargestellt unter anderem im Cochrane Handbook for Systematic Reviews of Interventions). Der Erstellung jedes Cochrane Reviews geht die Erstellung eines Protokolls voraus, in dem das vorab definierte methodische Vorgehen detailliert beschrieben ist und das auch in der Cochrane Library veröffentlicht wird. Für die Erstellung der Reviews steht unter anderem eine eigene Software, der Review Manager (RevMan bzw.RevMan Web), zur Verfügung. Die Entscheidung für die Erstellung eines systematischen Reviews als Cochrane Review fällt bereits vor seiner Erstellung mit der Registrierung eines Titels. Ausgangsbasis jedes Cochrane Reviews ist eine klar formulierte Fragestellung, zum Beispiel: „Sind Antibiotika bei Kindern mit akuter Mittelohrentzündung hilfreich?“ Ausgehend von dieser Fragestellung werden relevante Forschungsergebnisse und Studien identifiziert, ausgewählt, bewertet, zusammengefasst und in Form eines Reviews online in der Cochrane Library veröffentlicht.
Alle Reviews beinhalten eine frei zugängliche wissenschaftliche Zusammenfassung (Abstract) und eine ebenfalls frei zugängliche laienverständliche Zusammenfassung (Plain Language Summary, kurz PLS). Alle Cochrane Reviews werden in englischer Sprache verfasst. Viele der Abstracts und laienverständlichen Zusammenfassungen sind jedoch inzwischen in verschiedene Sprachen, auch ins Deutsche, übersetzt worden (siehe auch unter Zugang – Cochrane Evidenz in deutscher Sprache).
Erstellt werden die Cochrane Reviews von Autoren, die, entsprechend dem Thema und der Fragestellung ihres Reviews, einer von derzeit 33 aktiven Cochrane Review-Gruppen (CRGs), (Stand Juni 2023) zugeordnet sind, die jeweils ein bestimmtes Themengebiet betreuen. Jede Cochrane Review-Gruppe wird von einem koordinierenden Editor geleitet und besteht aus einem Team unterschiedlicher Experten, darunter  Kliniker, Informationsspezialisten, Methodiker und Statistiker. Aufgabe der Review-Gruppen ist es, die Autoren während des Prozesses der Planung und Erstellung des Reviews im Sinne eines kontinuierlichen Qualitätsmanagements zu unterstützen. Zwei Cochrane-Review-Gruppen haben ihre Basis in Deutschland: Cochrane Haematology, mit Sitz in Köln, und Cochrane Endocrine and Metabolic Disorders, mit Sitz in Düsseldorf. Seit 2020 ist das Team von Cochrane Deutschland zudem Mitglied von Cochrane Public Health Europe. Seit 2018 ist jede Cochrane-Review-Gruppe einem von acht übergeordneten Cochrane-Review-Gruppen-Netzwerken zugeordnet. Der Central Editorial Service (CES) ist der „redaktionelle Zweig“ von Cochrane. Er ist für die Prozesse der Qualitätssicherung, des Peer Reviews und der Vorbereitung bzw. Finalisierung der eingereichten Reviews zur Publikation verantwortlich.

## Bereitgestellte Datenbanken

### Cochrane Database of Systematic Reviews (CDSR, Cochrane Reviews)
Die Cochrane Database of Systematic Reviews (CDSR) enthielt Anfang Juni 2023 über 9.000 systematische Übersichtsarbeiten, die sich mit einer bestimmten gesundheitsrelevanten Fragestellung (siehe oben) oder mit methodischen Aspekten befassen. Neben den fertiggestellten Cochrane Reviews werden in der CDSR auch die Review-Protokolle publiziert. Anfang Juni 2023 enthielt die CDSR rund 2.400 Cochrane-Review-Protokolle. Die CDSR wird laufend aktualisiert (publish as ready), jedoch in zwölf Monatsausgaben unterteilt, bereitgestellt.

### Cochrane Central Register of Controlled Trials (CENTRAL, Trials)
Die CENTRAL Datenbank enthielt Anfang Juni 2023 über zwei Millionen Berichte über randomisierte (und quasi-randomisierte) kontrollierte klinische Studien. Neben den bibliographischen Angaben enthalten viele der Einträge eine frei einsehbare Zusammenfassung des Artikels. CENTRAL enthält jedoch keine Artikel-Volltexte. Ein Großteil der Einträge in CENTRAL stammt aus den medizinischen Datenbanken MEDLINE (via PubMed), Embase und CINAHL sowie den Studienregistern ClinicalTrials.gov und ICTRP. Hinzu kommen jedoch noch die Einträge der spezialisierten Register der Cochrane-Gruppen, die klinische Studien enthalten, die von Cochrane-Autoren über Handsuchen in einzelnen Fachzeitschriften identifiziert werden. Ziel ist es, eine möglichst große Anzahl weltweit verfügbarer Studien bereitzustellen, auf die im Rahmen der evidenzbasierten Medizin zurückgriffen werden kann. CENTRAL wird monatlich publiziert bzw. aktualisiert.

### Cochrane Clinical Answers (CCAs)
Cochrane Clinical Answers (CCAs) ermöglichen einen schnellen, kurzgefassten Zugang zu Cochrane Evidenz zu relevanten klinischen Fragestellungen. Eine CCA besteht aus einer klinischen Frage, einer kurzgefassten Antwort sowie Informationen aus einem Cochrane Review, der als besonders relevant für praktizierende Gesundheitsexperten (zum Beispiel Ärzten, Pflegenden, Therapeuten), der Zielgruppe der CCAs, erachtet wird. Die Informationen sind in einem nutzerfreundlichen tabellarischen Format, bestehend aus Text, Daten und Links zu Graphiken, aufbereitet. Die CCAs wurden von Cochrane Innovations und Wiley entwickelt.

## Zusätzliche Ressourcen und Inhalte

### Recherche in der Datenbank Epistemonikos (Other reviews)
Nutzer der Cochrane Library haben die Möglichkeit, neben den in der CDSR enthaltenen Cochrane Reviews in der 2009 gegründeten Datenbank Epistemonikos nach systematischen Reviews zu suchen. Epistemonikos enthält sowohl Cochrane Reviews als auch Nicht-Cochrane Reviews.

### Recherche in McMaster Health Forum Repositories
Nutzer der Cochrane Library haben zudem die Möglichkeit, nach systematischen Reviews aus den beiden McMaster Health Forum Repositories Health Systems Evidence (HSE) und Social Systems Evidence (SSE) zu suchen.

### Special Collections
Cochrane Special Collections sind Zusammenstellungen von Cochrane Reviews zu ausgewählten gesundheitsrelevanten Themen und sind Teil der Cochrane Database of Systematic Reviews. Aktuelle Beispiele sind sieben Special Collections zu COVID-19, in denen die verfügbare Cochrane Evidenz zu relevanten Themen und Fragestellungen rund um die COVID-19-Pandemie zusammengestellt ist. Anfang Juni 2023 enthielt die Cochrane Library 23 Special Collections.

### CDSR Supplements
Die CDSR Supplements beinhalten verschiedene ergänzende Publikationen und Ressourcen, darunter (Stand Anfang Juni 2023) Covid-19 reports (eine Zusammenstellung von kurzen Berichten von Cochrane Review Gruppen, die an Covid-19-Themen arbeiten bzw. beteiligt waren) und Conference abstracts (zum Beispiel von den Cochrane Colloquien und Global Evidence Summits).

### Editorials
In der Cochrane Library werden von Zeit zu Zeit Editorials verfasst, die sich mit unterschiedlichen Aspekten von Cochrane Reviews und methodischen Themen befassen. Anfang Juni 2023 gab es in der Cochrane Library 148 Editorials.

## Zugang
Über Wiley wird ein kostenpflichtiger Zugang zur gesamten Cochrane Library zur Verfügung gestellt. Die (wissenschaftlichen und laienverständlichen) Zusammenfassungen sowie einige weitere Informationen zu allen Cochrane Reviews sind frei einsehbar. Zudem sind die Volltexte aller seit Februar 2013 veröffentlichten Cochrane Reviews ab einem Jahr nach ihrer Publikation frei zugänglich. Einige Cochrane Reviews sind bereits bei ihrer Publikation frei einsehbar. Einige Länder finanzieren den freien Zugriff auf die Inhalte der Cochrane Library im Rahmen einer Nationallizenz für alle Bürgerinnen und Bürger. Die Schweiz ist das bislang einzige deutschsprachige Land, in dem (seit 2016) alle Bürgerinnen und Bürger einen kostenfreien Zugang zur Cochrane Library haben. In Deutschland und Österreich gibt es eine solche Nationallizenz bislang nicht. In Deutschland haben die Mitglieder des Deutschen Netzwerk Evidenzbasierte Medizin sowie verschiedener Universitäten in Deutschland ebenfalls freien Zugriff, da die jeweiligen Institutionen eine Lizenz erworben haben. Die Ärztekammer Nordrhein ermöglicht seit 2008 ihren Mitgliedern einen kostenlosen Zugang zur Cochrane Library. Auch andere Portale und Institutionen bieten einen Zugang auf Teile der Datenbank an. Derzeit arbeitet Cochrane an einer Open-Access-Strategie.

## Cochrane Evidenz in deutscher Sprache
Die laienverständlichen Zusammenfassungen (Plain Language Summaries, kurz PLS) vieler Cochrane Reviews sind auch in deutscher Sprache verfügbar. Die Verfügbarkeit einer deutschen Zusammenfassung für einen Review ist in der Online-Version des Reviews in der Cochrane Library jeweils über der englischsprachigen Zusammenfassung dargestellt. Verfügbare deutsche Übersetzungen werden zudem inzwischen bereits automatisch angezeigt, je nachdem, in welchem Land die Cochrane Library gerade genutzt wird bzw. welche Einstellungen eine Nutzerin oder ein Nutzer vorgenommen hat. Alle verfügbaren deutschen Cochrane Zusammenfassungen sind auf der Plattform Cochrane Kompakt verfügbar, auf der auch weitere Informationen zur Cochrane Library in deutscher Sprache zu finden sind.

## Open-Access Journal „Cochrane Evidence Synthesis and Methods“
In Ergänzung der Inhalte der Cochrane Library hat Wiley & Sons 2023 das Open-Access-Journal „Cochrane Evidence Synthesis and Methods“ gegründet. Das Journal bietet die Möglichkeit zur Publikation von Evidenzsynthesen, die sich von den klassischen Cochrane Reviews unterscheiden, von methodischen Arbeiten zu Themen wie der Planung, Erstellung und Dissemination von Evidenzsynthesen und von wissenschaftlichen Arbeiten
zu Themen mit Bedeutung für Evidenzsynthesen wie „Priority Setting“, „Consumer Involvement“ und „Research Integrity“.